# Košické Oľšany
Košické Oľšany este o comună slovacă, aflată în districtul Košice-okolie din regiunea Košice. Localitatea se află la altitudinea de 202 m deasupra n.m., se întinde pe o suprafață de 8,67 km2 și în 2017 număra 1.285 de locuitori.

## Istoric
Localitatea Košické Oľšany este atestată documentar din 1288.

## Demografie
| An:                | 1994 | 2004    | 2014   | 2024   |
| ------------------ | ---- | ------- | ------ | ------ |
| Număr de persoane: | 843  | 1154    | 1262   | 1388   |
| Diferență:         |      | +36,89% | +9,35% | +9,98% |

| An:                | 2023 | 2024   |
| ------------------ | ---- | ------ |
| Număr de persoane: | 1363 | 1388   |
| Diferență:         |      | +1,83% |